# Microsoft Public License
Die Microsoft Public License, kurz Ms-PL (ursprünglich Microsoft Permissive License) ist eine Freie-Software-Lizenz von Microsoft mit einem schwachen Copyleft.
Es ist eine der beiden ersten Open-Source-Lizenzen von Microsoft. Sie wurde von der OSI genauso wie die Ms-RL am 12. Oktober 2007 als Open Source anerkannt. Damit sind diese beiden Lizenzen die ersten Lizenzen von Microsoft, die alle 10 Kriterien der OSI erfüllen. Die Anerkennung als Open-Source-Lizenz wurde am 10. August 2007 unter dem Namen Microsoft Permissive License beantragt. Auch die Free Software Foundation erkennt sie als Freie-Software-Lizenz an, stuft sie jedoch als inkompatibel zur GNU General Public License (GPL) ein und rät daher von der Verwendung ab.
In der Vergangenheit war Microsoft eher durch eine massive Ablehnung von Open Source aufgefallen. So formulierte der Vorstandsvorsitzende von Microsoft Steve Ballmer einst, dass Linux ein Krebsgeschwür sei, das in Bezug auf geistiges Eigentum alles befalle, was es berührt. Er spricht damit die virale Lizenzierung (starkes Copyleft) vieler freier Softwareprodukte durch die GPL und anderen Lizenzen an, die vorschreiben, dass die Veröffentlichung von Software, welche aus Software dieser Lizenzen Vorteile beziehen, unter der gleichen Lizenz stattfinden muss.
Der Grund für diesen Strategiewechsel findet sich in der firmeneigenen Open-Source-FAQ:

„Microsofts Open-Source Strategie zielt darauf ab, Geschäftspartnern und Kunden zu helfen auch in einer heterogenen technologischen Welt erfolgreich zu sein. Dies beinhaltet die Steigerung der Möglichkeiten für Geschäftspartner, unabhängig von deren zugrundeliegenden Entwicklungsmodell. Außerdem beinhaltet es die Steigerung der Möglichkeiten für Entwickler, neues Wissen und Kreativität durch die Verbindung Community-orientierter Open-Source mit traditionellen, kommerziellen Ansätzen bei der Softwareentwicklung zu schöpfen.“

Microsoft hat sich nach eigenen Angaben dagegen entschieden, bereits vorhandene Open-Source-Lizenzen zu benutzen, da diese nicht ihren Ansprüchen in Bezug auf Patente und Warenzeichen genügten. Außerdem sollte die neue Lizenz „simpel, kurz und einfach zu verstehen“ sein. Ansonsten orientiert sich die Ms-PL inhaltlich an der neuen BSD-Lizenz, der Apache-Lizenz in Version 2.0 und der Mozilla Public License.

## Inhalt
- Das Verbot der unerlaubten Verwendung von Trademarks, Logos oder Namen von (Mit-)Schöpfern der Software.
- Die Beendigung einer vom Patenthalter erteilten Lizenz, falls durch einen Lizenznehmer unter der Ms-PL verbreitete Software diese Patente verletzt und Ansprüche geltend gemacht werden.
- Die Beibehaltung des Copyrights, aller Patente, Trademarks und Zuteilungsrechte der Software bei Weiterverbreitung
- Ein Copyleft für die unter der Ms-PL stehenden Software bei Verbreitung als Quellcode
- Bei Weiterverbreitung in kompilierter Form muss eine Lizenz gewählt werden, die der Ms-PL nicht widerspricht.
- Haftungsausschluss

Dadurch ist es möglich Ms-PL Quellcode zusammen mit anders lizenziertem Code als abgeleitetes Werk unter eine neue Lizenz zu stellen. Jedoch nur, wenn diese Lizenzen der Ms-PL nicht widersprechen. Dies macht die Ms-PL inkompatibel zu der GPL. Eine kommerzielle Nutzung ist hingegen einfach möglich.